# Източен дългокрил прилеп
Източният дългокрил прилеп (Miniopterus australis) е вид бозайник от семейство Гладконоси прилепи (Vespertilionidae).

## Разпространение и местообитание
Разпространен е в Австралия, Бруней, Вануату, Източен Тимор, Индонезия, Малайзия, Нова Каледония, Папуа Нова Гвинея, Соломоновите острови и Филипините.